# Gemeinschaftshaus Langwasser

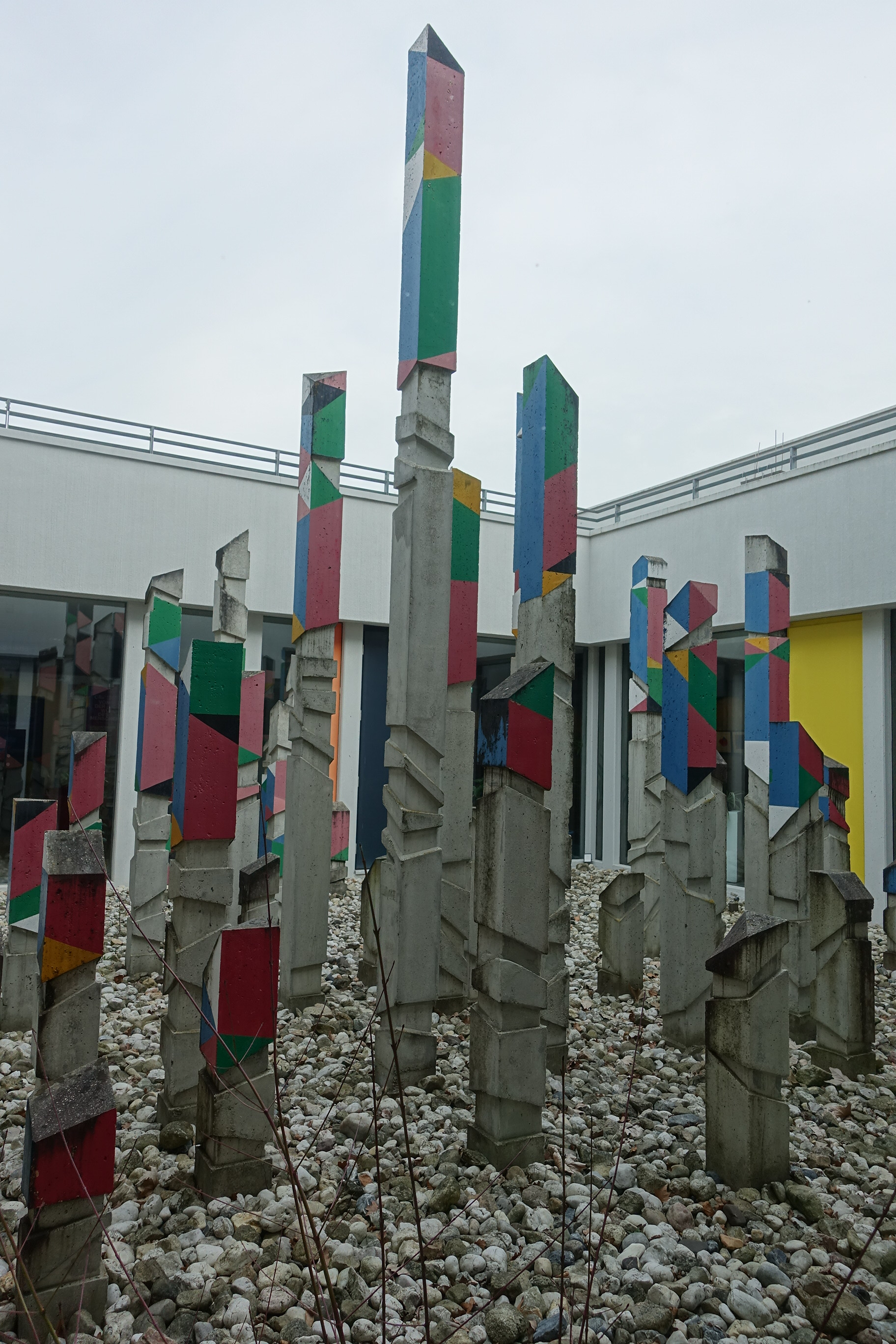
Skulptur im Innenhof von Gerhard Wendland (Maler)

Das Gemeinschaftshaus Langwasser ist eine der größten von insgesamt elf soziokulturellen Einrichtungen der Stadt Nürnberg. Es befindet sich im Herzen des Stadtteils Langwasser. Der in direkter Umgebung liegende U-Bahnhof Gemeinschaftshaus wurde nach ihm benannt.

## Geschichte
Im Jahr 1961 beschloss der Nürnberger Stadtrat den Bau eines Bürgerhauses im damals entstehenden Stadtteil Langwasser. Der Entwurf des Büros Böninger & Biedermann aus Grünwald bei München gewann den Architekturwettbewerb im Jahr 1963. Dieser Entwurf setzte auf den bis dahin in Nürnberg unbekannten Sichtbeton. Der Grundstein wurde vom damaligen Oberbürgermeister Andreas Urschlechter am 8. März 1966 gelegt.
Rund zweieinhalb Jahre später wurde das Gemeinschaftshaus offiziell eröffnet. Die Stadtteilbibliothek Langwasser zog 1969 als größte Dependance der Stadtbibliothek Nürnberg in das Obergeschoss des Gemeinschaftshauses. Im gleichen Jahr wurde die Architektur des Gemeinschaftshauses mit dem BDA-Preis Bayern ausgezeichnet.
Neben der wegweisenden neuen Architektur betrat die Stadt Nürnberg kulturpolitisch mit dem Credo „Kultur für alle – Kultur von allen“ ebenfalls Neuland. Konzipiert für alle Bevölkerungs- und Altersgruppen gab es in den Anfangsjahren Probleme zwischen den einzelnen Nutzergruppen, insbesondere weil für Jugendliche zu wenig und wegen fehlender Schallisolierung ungeeignete Räume zur Verfügung standen. Erst 1986 nach Eröffnung des Kinder- und Jugendhauses Geiza, das im Süden des Areals gebaut wurde, entschärfte sich die Situation.
1984 gab es erste Kontakte zwischen dem Gemeinschaftshaus und dem damals neu geschaffenen Kulturzentrum Nowohuckie Centrum Kultury (NCK) in Krakau. Obwohl Krakau bereits seit 1979 Partnerstadt von Nürnberg war, war zu Zeiten des „eisernen Vorhangs“ ein allzu intensiver Kontakt von Seiten Krakaus nicht erwünscht. Erst als sich im Jahr 1987 eine Folkloregruppe aus Krakau ankündigte, wurde ein erster Vertrag zwischen dem den beiden Häusern unterzeichnet. Aus diesen Anfängen entwickelte sich eine intensive Zusammenarbeit zwischen den beiden Kulturzentren.
Anfänglich war das Gemeinschaftshaus dem Sozialreferat zugeordnet. 1997 wurde es der bereits bestehende Kette der Kulturläden Nürnbergs zugeschlagen und wurde damit in den Verantwortungsbereich des Amts für Kultur und Freizeit eingegliedert.
2007 wurde das Stadtteilforum Langwasser gegründet, das sich für die Belange des Stadtteils einsetzt und die Möglichkeit von Vernetzung Vereinen, Institutionen und Bürgerinnen und Bürgern bietet. Das Stadtteilforum hat seinen Sitz im Gemeinschaftshaus.
Nach rund 40 Jahren Nutzung bedurfte es einer Generalsanierung des Gemeinschaftshauses. Bei den Planungen im Jahr 2008 stellte sich jedoch heraus, dass bei einer vollumfänglichen Sanierung des Hauses der angestrebte Kostenrahmen überschritten wird. Deshalb wurden zuerst von 2011 bis 2014 die dringendst notwendigen Maßnahmen zur Erhaltung der Bausubstanz in Angriff genommen. Im Dezember 2017 folgte der zweite Bauabschnitt in dem das Gemeinschaftshaus neben der Erneuerung der Haustechnik behindertengerecht umgebaut wurde. Das Projekt wurde Mitte 2021 abgeschlossen und kostete rund 13,7 Millionen Euro, wobei die Stadt Nürnberg als Träger rund 5,7 Millionen Euro Fördergelder erhielt.
Von 2018 bis 2022 fanden unter dem Förderprogramm „Soziale Stadt“ von der Beauftragten der Bundesregierung für Kultur und Medien (BKM) sowie dem Bundesministerium für Wohnen, Stadtentwicklung und Bauwesen 16 Modellprojekte im Rahmen von „Utopolis – Soziokultur im Quartier“ statt. Eines dieser Projekte hatte unter dem Namen #LNGWSSR seinen Sitz im Gemeinschaftshaus Langwasser. In diesem Zusammenhang wurde neben Veranstaltungen, wie Konzerten in Hinterhöfen oder Streetartfestivals auch das Konzept für das zum damaligen in Sanierung befindliche Haus weiterentwickelt.

## Angebote
Das Gemeinschaftshaus Langwasser bietet neben Veranstaltungen, wie Fotoausstellungen, Seniorentanz, Kino oder Kulturabenden auch Kurse und Gruppen für unterschiedliche Ziel- und Altersgruppen an.
Das Streetartprojekt Betonliebe ist ebenfalls im Gemeinschaftshaus Langwasser beheimatet. In diesem Rahmen findet jeweils im Sommer (Stand April 2025) im Garten des Gemeinschaftshauses das Streetartfestival Betonliebe statt, in dessen Verlauf namhafte Künstler Wände neu gestalten und Laien das Sprayen ausprobieren können. Das Gemeinschaftshaus bietet im Sommer offene Streetart-Workshops an.
Jedes Jahr richtet das Gemeinschaftshaus ein auch bei den älteren Bewohnern von Langwasser beliebtes Sommerfest aus. Zur Kosteneinsparung findet es am gleichen Wochenende, wie das Betonliebe-Festival statt.
Im Obergeschoss des Gemeinschaftshauses befindet sich eine Zweigstelle der Stadtbibliothek Nürnberg. Sie ist Nürnbergs erste Open Library und kann in den Abendstunden und am Samstag genutzt werden, ohne dass Bibliothekspersonal anwesend ist.
Für Veranstaltungen können 2 Säle (ca. 400 m² und 200 m²) und 6 Tagungsräume gemietet werden. Die Räume sind jedoch üblicherweise bereits Monate vorher ausgebucht.
Das Restaurant Esskultur ist im südlichen Gebäudeteil des Gemeinschaftshauses untergebracht (Stand April 2025) und bietet überwiegend fränkische Spezialitäten. Im Sommer ist ein Teil des Gartens als Biergarten geöffnet.